# Ernst Hugo von Stenglin

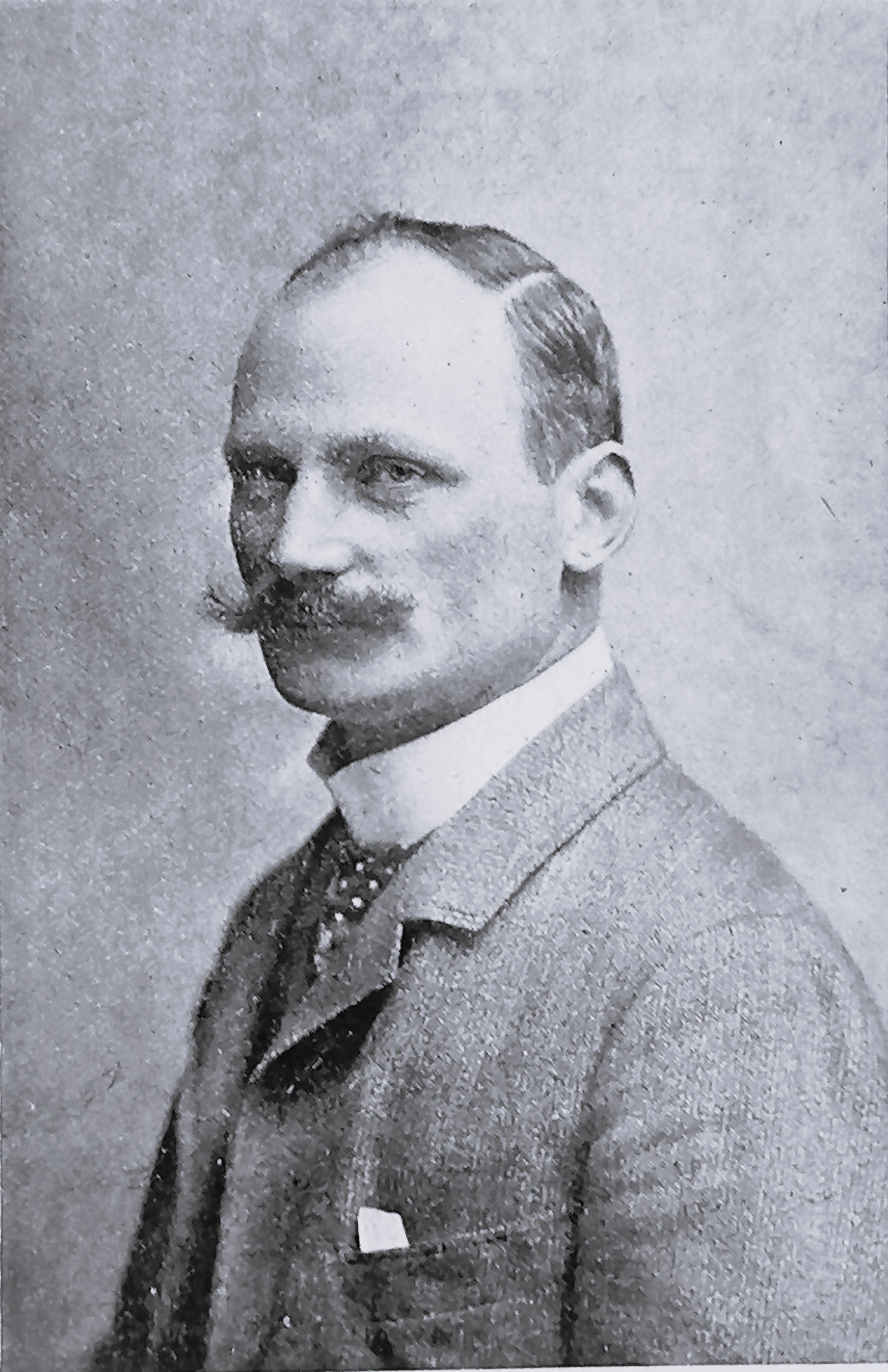
Ernst Hugo von Stenglin

Ernst Hugo Karl August Friedrich Heinrich Freiherr von Stenglin (* 13. November 1862 in Schwerin; † 10. November 1914 bei Diksmuide) war ein preußischer Hauptmann und Kunstmaler.

## Leben

### Herkunft
Ernst Hugo entstammte der mecklenburgischen Linie der Familie von Stenglin. Er war ein Sohn des großherzoglich mecklenburgisch-schweriner Oberkammerherrn und Hausmarschalls Adolf von Stenglin (1822–1900) und dessen Frau Clotilde, geborene von Laffert (1832–1912).

### Laufbahn

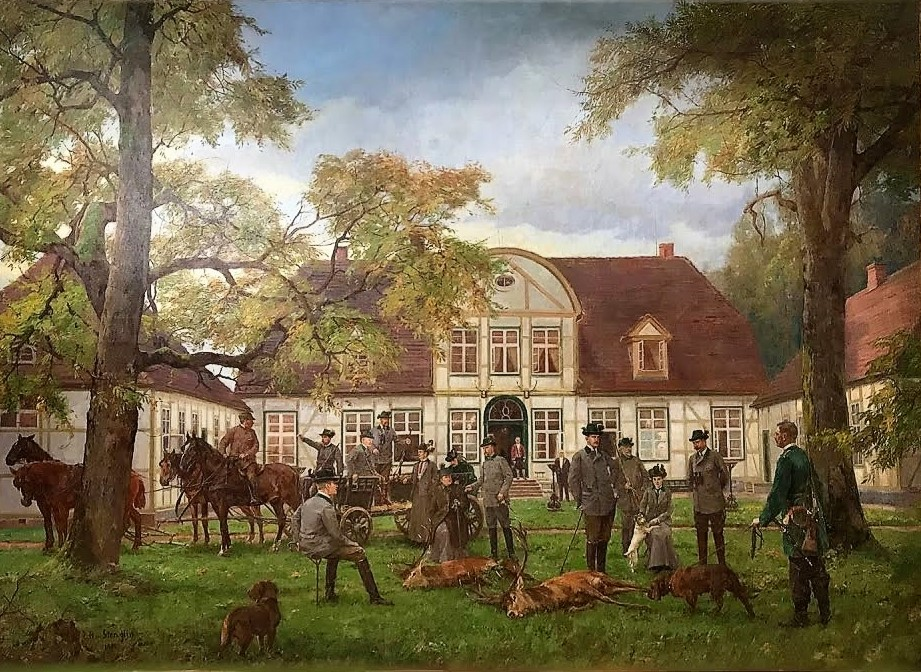
Gruppenporträt der Familie Friedrich Franz IV. (1911)

Ernst Hugo von Stenglin schlug eine Offizierslaufbahn im Großherzoglich Mecklenburgischen Jäger-Bataillon Nr. 14 der Preußischen Armee ein.
Nach seiner aktiven Zeit studierte an der Akademie in München. In Berlin, wohin er später verzog, schätzte man ihn sowohl als Porträt- sowie auch als Jagdmaler der das Wild mit dem Auge des Künstlers und dem Sinn des Jägers beobachtete und in charakteristischer Treue darstellte.
Mit Ausbruch des Ersten Weltkrieges rückte Stenglin als Hauptmann der Landwehr mit dem Potsdamer Reserve-Jäger-Bataillon Nr. 15 ins Feld und fiel bei einem Sturmangriff bei Dixmuide.

### Familie
Am 30. Oktober 1888 heiratete er in Grambow, kirchlich Hindenburg, Hedwig von Behr (* 1866). Aus der Ehe, die 1899 in München geschieden wurde, gingen die Töchter Ida (1889–1969) und Ruth (* 1893) hervor. In zweiter Ehe hatte Stenglin am 5. Juni 1902 in Apeldoorn Gezina van Stejn (1881–1945) geheiratet. Aus dieser Ehe ging die Töchter Clotilde (* 1903) und Gertrud (* 1904) hervor.